# Rho1 Cephei
Rho1 Cephei (28 Cephei) é uma estrela na direção da constelação de Cepheus. Possui uma ascensão reta de 22h 26m 42.45s e uma declinação de +78° 47′ 09.4″. Sua magnitude aparente é igual a 5.83. Considerando sua distância de 204 anos-luz em relação à Terra, sua magnitude absoluta é igual a 1.85. Pertence à classe espectral A2m.